# Jules César (Shakespeare)
Pour les articles homonymes, voir Jules César (homonymie).
Jules César (Julius Caesar) est une tragédie de William Shakespeare, probablement écrite en 1599 et publiée pour la première fois en 1623. Montée pour l'ouverture du Globe Theatre à Londres, elle relate la conspiration contre Jules César, son assassinat et ses conséquences.

## Personnages
- Jules César

Triumvirs après la mort de César
- Octave César
- Marc Antoine
- Lépide

Conspirateurs contre Jules César
- Marcus Brutus
- Caius Cassius
- Casca
- Trébonius
- Ligarius
- Decimus Brutus
- Cinna
- Métellus Cimber

Sénateurs
- Cicéron
- Publius
- Popilius Lena

Partisans de Pompée
- Flavius
- Marullus

Amis de Brutus et Cassius
- Lucilius
- Titinius
- Messala
- Caton le Jeune
- Volumnius

Serviteurs et officiers de Brutus
- Lucius
- Varrus
- Clitus
- Claudio
- Straton
- Dardanius

Serviteur de Cassius
- Pindarus

Citoyens
- Un Charpentier.
- Un Savetier.
- Un Devin.
- Artémidorus, docteur en rhétorique
- Cinna, poète.
- Un autre Poète.

Autres
- Calpurnia, épouse de César.
- Portia, épouse de Brutus.
- Le Spectre de César.
- Sénateurs, Gens du Peuple, Soldats, Serviteurs…

## Argument

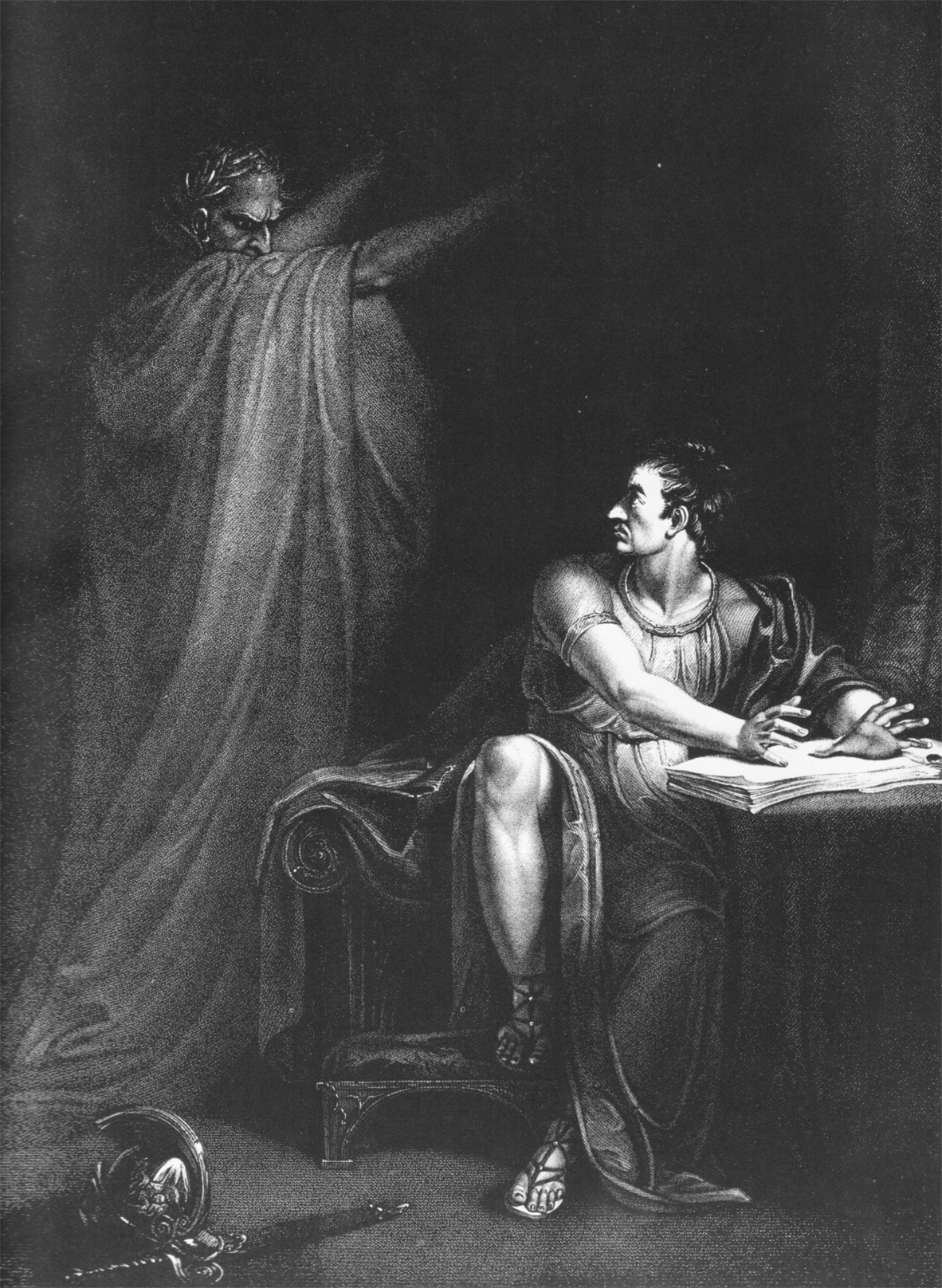
Le fantôme de César raille Brutus à propos de sa défaite imminente. Gravure par Edward Scriven d'après une peinture de Richard Westall. (Londres, 1802)

La pièce s'ouvre avec deux tribuns, Flavius et Murellus, découvrant que le peuple de Rome célèbre le retour victorieux de Jules César, vainqueur de la Guerre civile contre Pompée. Les deux tribuns blâment la versatilité du peuple, qui célébrait Pompée lorsqu'il se trouvait à la place de son rival. Ils tentent de disperser la foule et se donnent pour mission de dépouiller les statues de leurs décorations. Durant la fête de Lupercale, César défile en triomphe dans Rome ; un devin l'avertit contre le danger qui le menace le jour des Ides de Mars, mais César l'ignore. Par ailleurs Cassius tente de convaincre Brutus de se joindre à sa conspiration pour renverser César. Brutus hésite, tiraillé entre son affection pour César et la crainte que celui-ci abuse de son pouvoir, remettant en cause la liberté du peuple romain. Casca rejoint les deux hommes et relate un incident survenu durant le défilé : Marc Antoine a offert à trois reprises une couronne à César, celui-ci la refusant à chaque fois, manifestement à contrecœur, suscitant les acclamations du peuple. César est si irrité par cet incident qu'il tombe évanoui. Par ailleurs, Casca révèle que Flavius et Murellus ont été réduits au silence pour avoir dépouillé les statues de leurs ornements. Au cours d'un monologue, Cassius révèle son projet de forger des fausses lettres du soutien du peuple romain envers Brutus pour l'inciter à rejoindre la conspiration. Cette même nuit, Casca rencontre Cicéron et lui relate différents événements surnaturels survenus dans la Cité. Les différents conspirateurs se rencontrent et réaffirment leur détermination face au projet du Sénat d'instituer César roi.

## Source historique du récit
Shakespeare s'est appuyé sur la biographie les Vies parallèles des hommes illustres rédigée par Plutarque entre 100 et 120 apr. J.-C., traduite en 1579 par Thomas North. La pièce prend parfois quelques libertés avec le récit historique, compressant la chronologie de certains évènements et déplaçant leurs lieux afin d'accentuer l'effet dramatique.

## Postérité
Dans le monde anglophone, la réplique de cette pièce « Et tu, Brute? » (« Et toi, Brutus ? ») (acte III, scène 1, vers 77) est utilisée pour invectiver celui qu'on accuse de trahison à l'instar de Tu quoque mi fili.

## Adaptations

### Au théâtre
- 1985 Jules César, adaptation française de Maurice Clavel, prologue d'Alain Decaux, mise en scène de Robert Hossein, au Palais des Sports.
- 2023 Rome[1], adaptation de Jean-Marc Dalpé, mise en scène de Brigitte Haentjens, à l'Usine C de Montréal.

### Au cinéma
- 1908 : Jules César (Julius Caesar), film muet américain réalisé par J. Stuart Blackton et William V. Ranous, avec Charles Kent
- 1909 : Giulio Cesare, film muet italien réalisé par Giovanni Pastrone, avec Giovanni Pastrone dans le rôle de César.
- 1911 : Julius Caesar, film muet britannique réalisé par Frank R. Benson (en).
- 1911 : Brutus (Bruto), film muet italien réalisé par Enrico Guazzoni, avec Amleto Novelli
- 1914 : Jules César (Giulio Cesare), film muet italien réalisé par Enrico Guazzoni, avec Amleto Novelli
- 1950 : Jules César (Julius Caesar), film américain réalisé par David Bradley, avec Harold Tasker et Charlton Heston
- 1953 : Jules César (Julius Caesar), film américain réalisé par Joseph Leo Mankiewicz, avec James Mason et Marlon Brando
- 1970 : Jules César (Julius Caesar), film britannique réalisé par Stuart Burge, avec Charlton Heston
- 1979 : Julius Caesar, film américain réalisé par Michael Langham, avec Morgan Freeman
- 2011 : Julius Caesar, film britannique réalisé par Adam Lee Hamilton et John Montegrande
- 2012 : César doit mourir (Cesare deve morire), film italien réalisé par les frères Taviani, librement adapté de la pièce de Shakespeare

### À la télévision
- 1979 : Jules César, pièce de théâtre mise en scène par Herbert Wise, filmée par la BBC (DVD Editions Montparnasse)[2].

## Autour de la pièce
- Rome (2005-2007) : série télévisée qui relate, durant la saison 1, le complot et l’assassinat contre César. Il ne s'agit néanmoins pas d'une adaptation de la pièce de Shakespeare.
- Ouverture Jules César, op 78 : Musique orchestrale de Mario Castelnuovo-Tedesco